# Tesorero (Reino de Hungría)
El maestro de la tesorería o tesorero (en alemán: Königlicher Ober-Schatzmeister. o Tarnackmeister, en húngaro: tárnokmester en latín: magister tavarnicorum, magister tavernocorum regalium o summus camerarius, en eslovaco: taverník, en croata: tavernik) fue un funcionario real en el reino de Hungría desde el siglo XII. Aunque los tesoreros eran inicialmente los encargados de recaudar y administrar las rentas reales, fueron adoptando cada vez más funciones judiciales y convirtiéndose en los jueces supremos del reino. Desde el siglo XIV, los tesoreros presidieron la corte de apelaciones de un grupo de ciudades reales libres que incluía a Buda, Bártfa, Eperjes, Kassa, Nagyszombat y Pressburg (Pozsony). 

## Edad Media
Inicialmente, el tesorero era el administrador del tesoro real (es decir, el director financiero de la corte real -curia regis-) del antiguo estado húngaro. En los siglos XII y XIII, además de la curia regis, también se hizo responsable de las restantes propiedades del rey. Cuando las propiedades reales se redujeron considerablemente bajo el rey Andrés II de Hungría (1205-1235), el tesorero también se hizo responsable de todos los ingresos reales de los regalías reales (acuñación, cambio de monedas, gestión de los metales preciosos, monopolio minero, monopolio de la sal, derechos de aduana) y de los impuestos de las ciudades reales, etc.
Bajo el rey Carlos Roberto (1308-1342) se convirtió en una especie de ministro de finanzas y ministro de economía combinados. En, 1385, la función per se de tesorero pasó a ser responsabilidad de una tercera persona el magister tavernicorum y luego un funcionario real aparte.
La observancia de los derechos y deberes de los pueblos reales era también responsabilidad del tesorero. Dado que la importancia de estos pueblos aumentó en los siglos XIV y XV, también aumentó la importancia del tesorero. Se convirtió en el juez encargado de las apelaciones de las principales ciudades reales libres (tribunales tabernales). Alrededor de 1400, la lista de estas ciudades aún no se había estabilizado, ocurriría a partir de la primera mitad del siglo XV -Buda, Kassa (Košice), Pressburg (Pozsony, Bratislava), Nagyszombat (Trnava), Eperjes (Prešov), Sopron y Bártfa (Bardejov)- y fueron llamados "pueblos del taverník". En el transcurso del siglo XV, estos tribunales del tavernik se convirtieron en los únicos tribunales de estas ciudades. A fines del siglo XV, los jueces asociados a estos tribunales eran representantes de estas ciudades únicamente (y no otros nobles como ocurría antes). La ley aplicada en estos tribunales era una ius tavernicale, una ley especial, cuya primer compendio apareció en 1412-18 (Vetusta iura civitatum sive iura civilia). Se usó como sistema de derecho especial hasta el siglo XVIII. El tesorero también era miembro de la Cámara Real y más tarde también del consejo de Vicerregencia con el Nádor.

## Edad Moderna
Tras la creación de la Cámara Húngara (la autoridad suprema financiera y económica del reino de Hungría entre 1528 y 1848), la influencia del tesorero disminuyó en gran medida, porque esta autodidad tomaba para sí varias de sus tareas.
La función (incluyendo los tribunales), fue abolida de facto en 1848, aunque el cargo siguió existiendo hasta 1918 como el cuarto dignatario real de mayor rango, miembro de la Cámara Alta del Parlamento del reino de Hungría, jugando cierto papel en la coronación de los reyes.